# Da mihi factum, dabo tibi ius
Da mihi factum, dabo tibi ius (también: da mihi facta, dabo tibi ius) es un aforismo latino usado aún en la práctica procesal judicial. Su traducción sería: «dame los hechos, yo te daré el derecho» (es decir, la consecuencia jurídica de dichos hechos). Esta regla está relacionada con:
- Iura novit curia (también, iura noverit curia): «el juez conoce el derecho»
- Testis non est iudicare: «al testigo no le corresponde juzgar» (o valorar, debe limitarse a aportar su conocimiento de los hechos).

Se piensa que la voz iura novit curia tuvo su origen en las inagotables fuentes del derecho romano, quizá su composición corta y la formulación en latín hicieron suponer a muchos tales pretenciosos umbrales. No obstante, lo cierto del caso es que la vocación jurista y el sentido práctico de la vida del jurista romano no engarzan con tal pretendida extravagancia teórica. en derecho procesal civil es suficiente con exponer al juez la cuestión de hecho (principio de aplicación judicial del derecho) y aportar prueba de ello. En Venezuela el 340,5 del CPC, exige para presentar un libelo, "los fundamentos de derecho en que se base la pretensión"...acompañando a la relación de los hechos, sin los cuales según el 341 del mismo código, el Tribunal no admitirá la demanda, por ser contraria a una disposición expresa de la ley, o bien constituiría una cuestión previa prevista en el 346,6 del mismo CPC, que obligaría al accionante a la corrección de dicha falla, de no ser así aceptada corresponderá al Juez decidir(354 CPC)y si acuerda su procedencia, deberá subsanarla el demandante, so pena del que el proceso se extinga.
No es necesario exponer interpretaciones doctrinales del derecho, ni concretas interpretaciones de la ley. El juez aplicará a los hechos probados, y en relación con la pretensión que se haga valer (lo que se pida), el derecho que corresponda; esto es, valora si los hechos encajan en el supuesto de hecho de alguna norma (subsunción), para entonces aplicarla. Esta regla interfiere en parte con el principio dispositivo, según el cual las partes pueden limitar el ámbito de lo que deba juzgarse.
Resulta problemática la aplicación del principio cuando en el pleito concurren elementos de extranjería. Difícilmente puede esperarse que el juez conozca el derecho extranjero. En España, este principio sólo se refiere a derecho escrito, interno y general, por lo que también deberá probarse la existencia y vigencia de:
1. El derecho extranjero. En otros países, como Alemania, el principio sigue rigiendo y el juez debe informarse por sí de las reglas de ordenamientos ajenos al propio, aunque para facilitarlo también se permite la prueba de éste.
2. Las normas consuetudinarias.
3. Las normas jurídicas escritas no publicadas en los medios oficiales destinados a ello y que tienen un ámbito de aplicación limitado.[2]